# Pélican brun
 (juillet 2020).
Pelecanus occidentalis
Espèce
Statut de conservation UICN

 LC  : Préoccupation mineure
Le Pélican brun (Pelecanus occidentalis) est une espèce d'oiseaux de la famille des Pelecanidae.
Avec leurs larges ailes et leur long bec, les pélicans bruns sont balourds à terre, toutefois les plus grands pélécaniformes sont d'une rare élégance dans les airs et d'une efficacité redoutable lorsqu'ils plongent pour pêcher dans les mers qui bordent le continent américain. Leur sac à provision extensible se teinte de rouge et vert au moment de la parade amoureuse.

## Description
Le Pélican brun est un oiseau qui mesure environ 109 cm de longueur pour une envergure de 2 m. Massif, il arbore un grand bec avec une poche gulaire. Le plumage est brun foncé avec la calotte jaune, la tête et le cou pâles. Les pattes sont courtes et les pieds palmés.

## Répartition

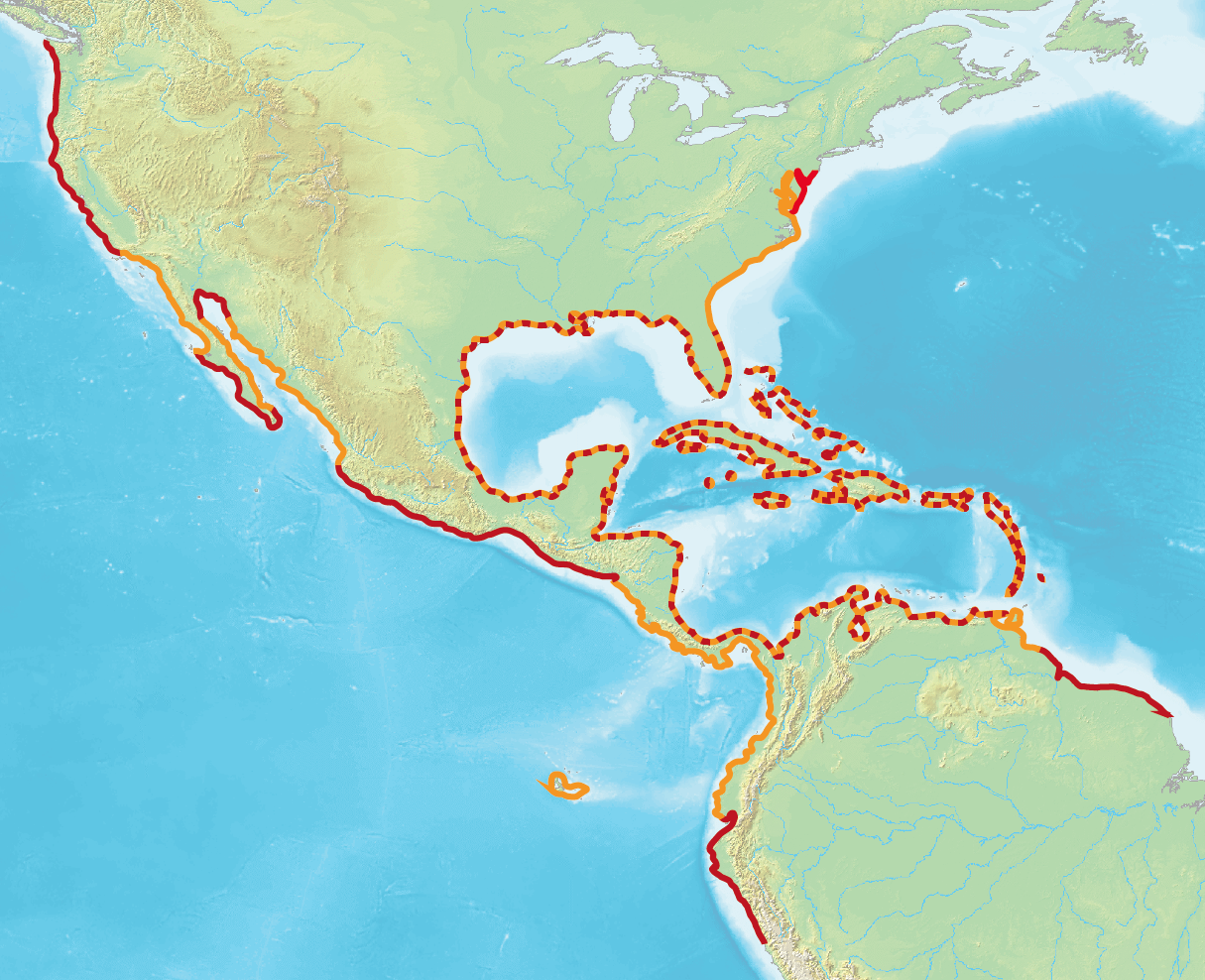
Répartition

Cet oiseau peuple les rivages littoraux du continent américain.

## Comportement
Cet oiseau présente un vol puissant alternant battements et glissades. Il se déplace souvent en files ou en V.

## Nourriture
Sur les cordons littoraux du Nouveau Monde, les pélicans bruns s'ébrouent et s'ébattent de l'aube au crépuscule. Oiseaux balnéaires, ils passent l'essentiel de la journée à pêcher chacun leurs deux kilos de poissons quotidiens. En escadrilles désordonnées, ils se jouent des courants éoliens puis s'abattent d'une hauteur de 30 m sur les bancs de sardines et d'anchois. Cette espèce suit fréquemment les bateaux de pêche.

## Reproduction
En novembre, à la saison des amours, les colonies de pélicans bruns s'agitent et chaque mâle tente de trouver compagne. Celle-ci n'accepte son prétendant qu'après une longue gestuelle de séduction très codée. L'accouplement, souvent laborieux, se tient sur l'emplacement du futur nid qui sera construit par la femelle, le mâle fournissant les matériaux nécessaires. Après la naissance, les parents assurent la subsistance de leur progéniture. Les petits affamés viennent quelquefois se nourrir directement dans le sac gulaire du pélican qui leur apporte trois à six kilogrammes de poissons par jour.
Méfiants lorsqu'ils couvent, les pélicans surveillent avec la même vigilance leurs nouveau-nés qu'ils gardent près du nid et à portée de bec. Les parents protègent les jeunes pendant les onze semaines qui précèdent le grand départ des petits. Ensuite, ceux-ci sont livrés à eux-mêmes.

## Prédation
Dans les airs, le pélican vole à l'économie, laissant planer sa masse qui peut atteindre quatorze kilos. Sa vue perçante lui permet de déceler et de choisir sa proie dans un banc de poissons. Le pélican vire pour fondre sur son objectif. Corrigeant légèrement sa trajectoire, il semble suspendu dans le ciel avant de basculer et de piquer, bec à la verticale.

## Pose conviviale avant l'envol
Les jeunes pélicans bruns nés dans l'année se regroupent sur les récifs : s'ils ont quitté la colonie parentale, ils ne s'en éloignent pas réellement. Car ces oiseaux fort sociaux, toutes classes d'âge confondues, se déplacent le long du littoral, en quête de lieux de pêche. Jeunes et adultes mélangés se livrent alors à leurs immuables activités aéronautiques.

## Un baume contre les morsures du sel
Passant la moitié de son existence dans l'eau de mer, un pélican brun doit préserver son plumage des brûlures du soleil et du sel. Chaque jour, entre deux séances de plongée, il lisse ses ailes et avec maintes contorsions épand sur chacune de ses plumes une sécrétion protectrice qu'il recueille de son bec sur la glande uropygienne, près de son croupion.

## Sous-espèces
D'après la classification de référence (version 14.1, 2024) de l'Union internationale des ornithologues, le Pélican brun possède 5 sous-espèces (ordre philogénique), : 
- Pelecanus occidentalis californicus Ridgway, 1884 : Se reproduit sur la côte Pacifique de la Californie et de la Basse-Californie , et au sud de Jalisco . En dehors de la reproduction, elle s'étend au nord le long de la côte du Pacifique jusqu'à la Colombie-Britannique et au sud jusqu'au Guatemala. On le trouve rarement au Salvador. Proche de carolinensis mais avec un sac gulaire rouge vif durant la période de reproduction.
- Pelecanus occidentalis carolinensis Gmelin JF, 1789 : Se reproduit dans l'est des États-Unis du Maryland au sud le long des côtes de l'Atlantique, du golfe et des Caraïbes et au sud jusqu'au Honduras et ses côtes du Pacifique, au Costa Rica et au Panama. En dehors de la reproduction, elle s'étend du sud de New York au Venezuela. Proche de occidentalis mais largement plus grand, avec des dessous plus clairs pendant la période de reproduction.
- Pelecanus occidentalis murphyi Wetmore, 1945 : Vit de l'ouest de la Colombie à l'Équateur et est un visiteur non reproducteur du nord du Pérou. Proche de carolinensis, avec un dos plus sombre et des stries plus marquée sur le ventre.
- Pelecanus occidentalis occidentalis Linnaeus, 1766 : Vit dans les Grandes et Petites Antilles, où on le nomme grand gosier, aux Bahamas et le long de la côte caraïbe des Antilles, en Colombie et au Venezuela, jusqu'à Trinité-et-Tobago. La sous-espèce nominale, relativement petite, sac gulaire sombre bleu-vert.
- Pelecanus occidentalis urinator Wetmore, 1945 : Endémique des îles Galapagos. Proche de californicus mais avec un sac gulaire noirâtre et un dos plus sombre.

## Galerie

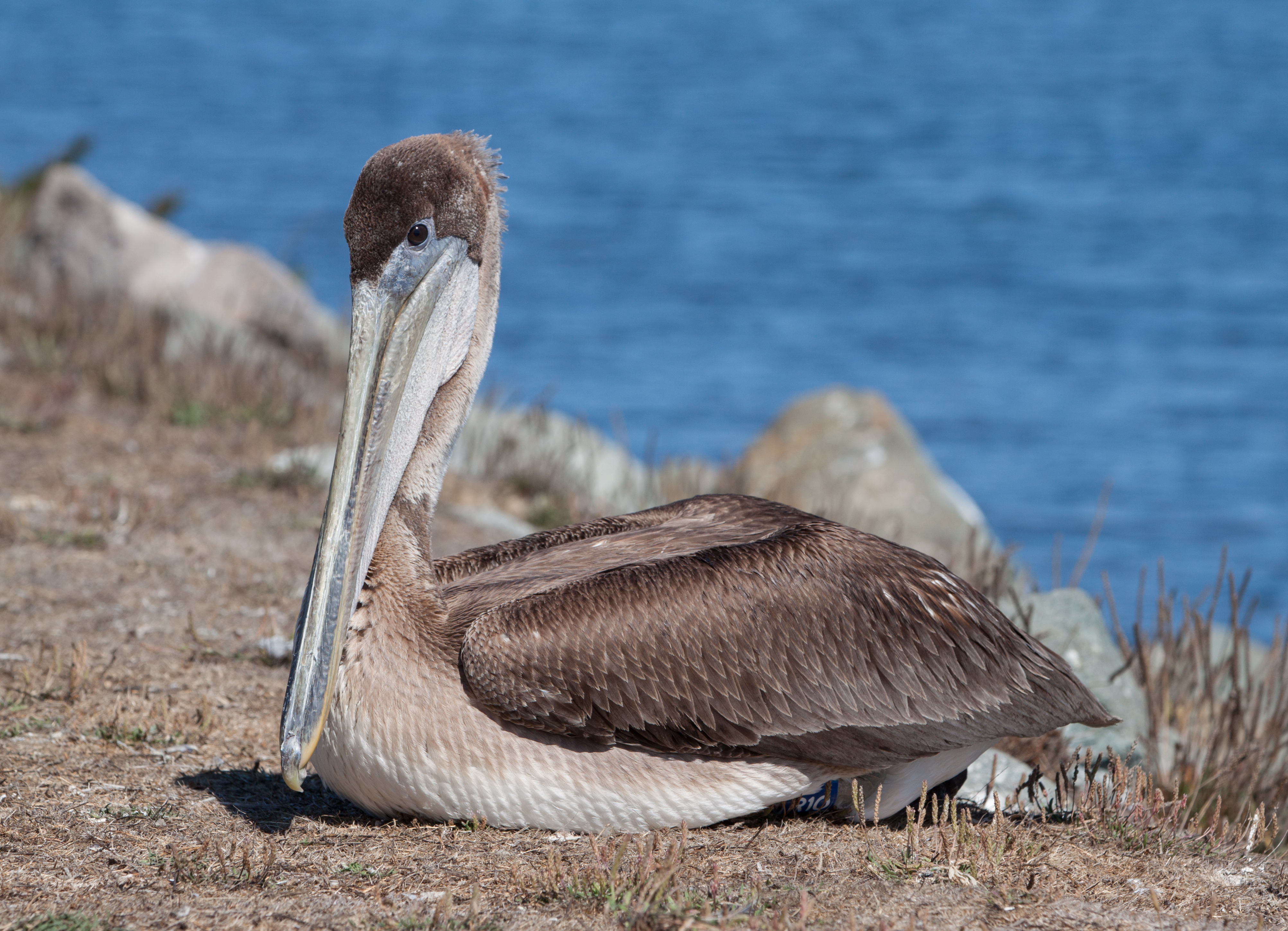
juvénile
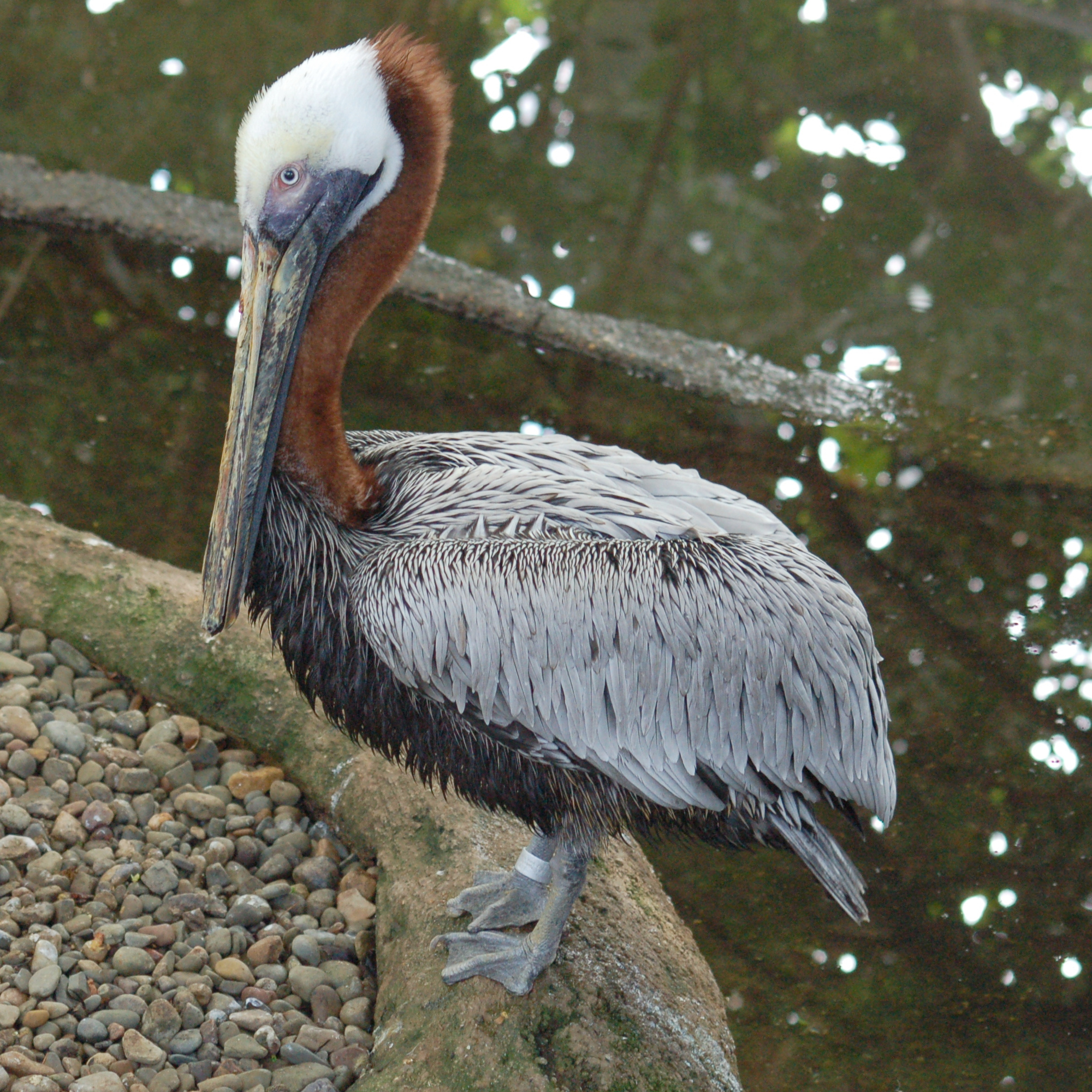
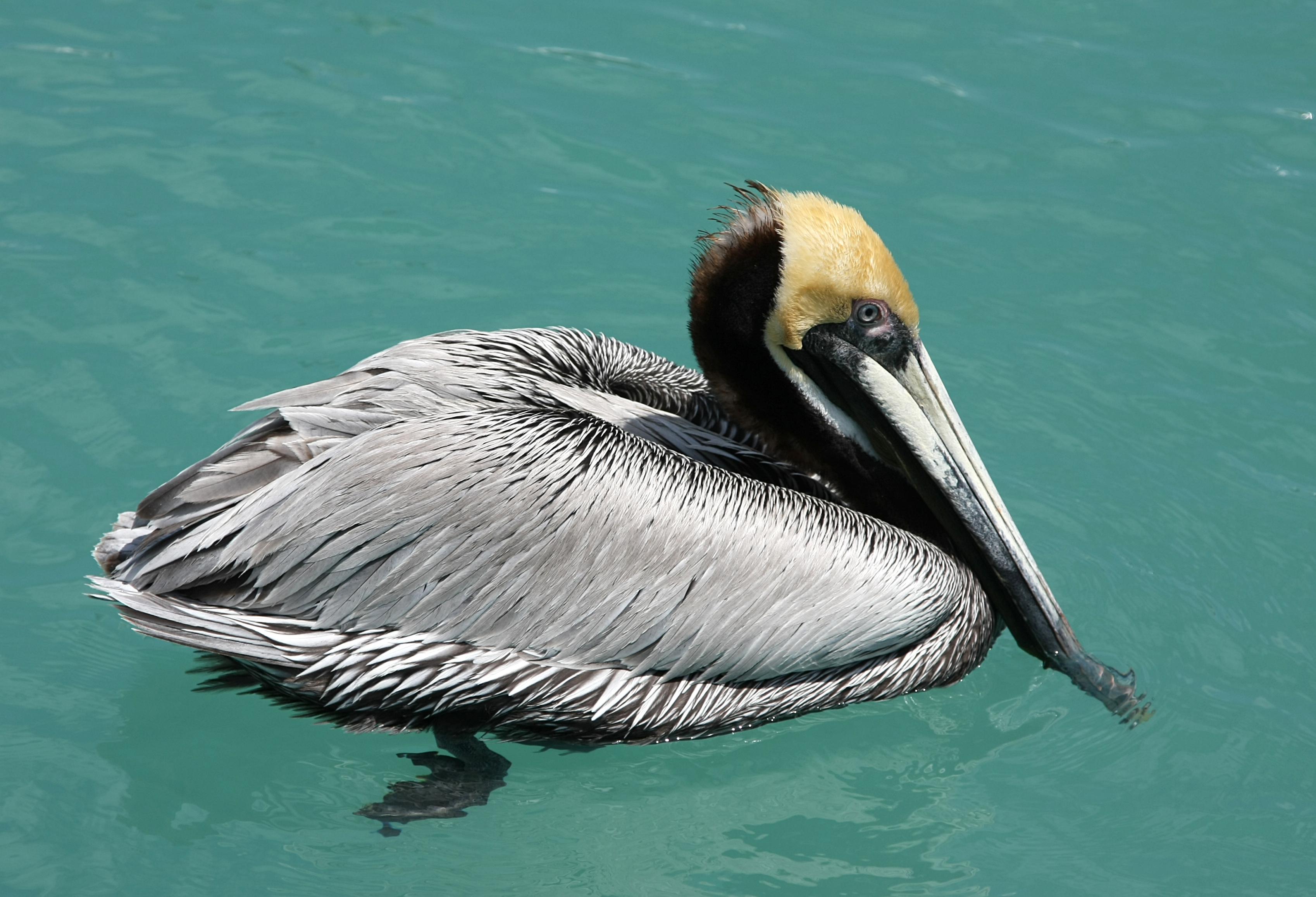
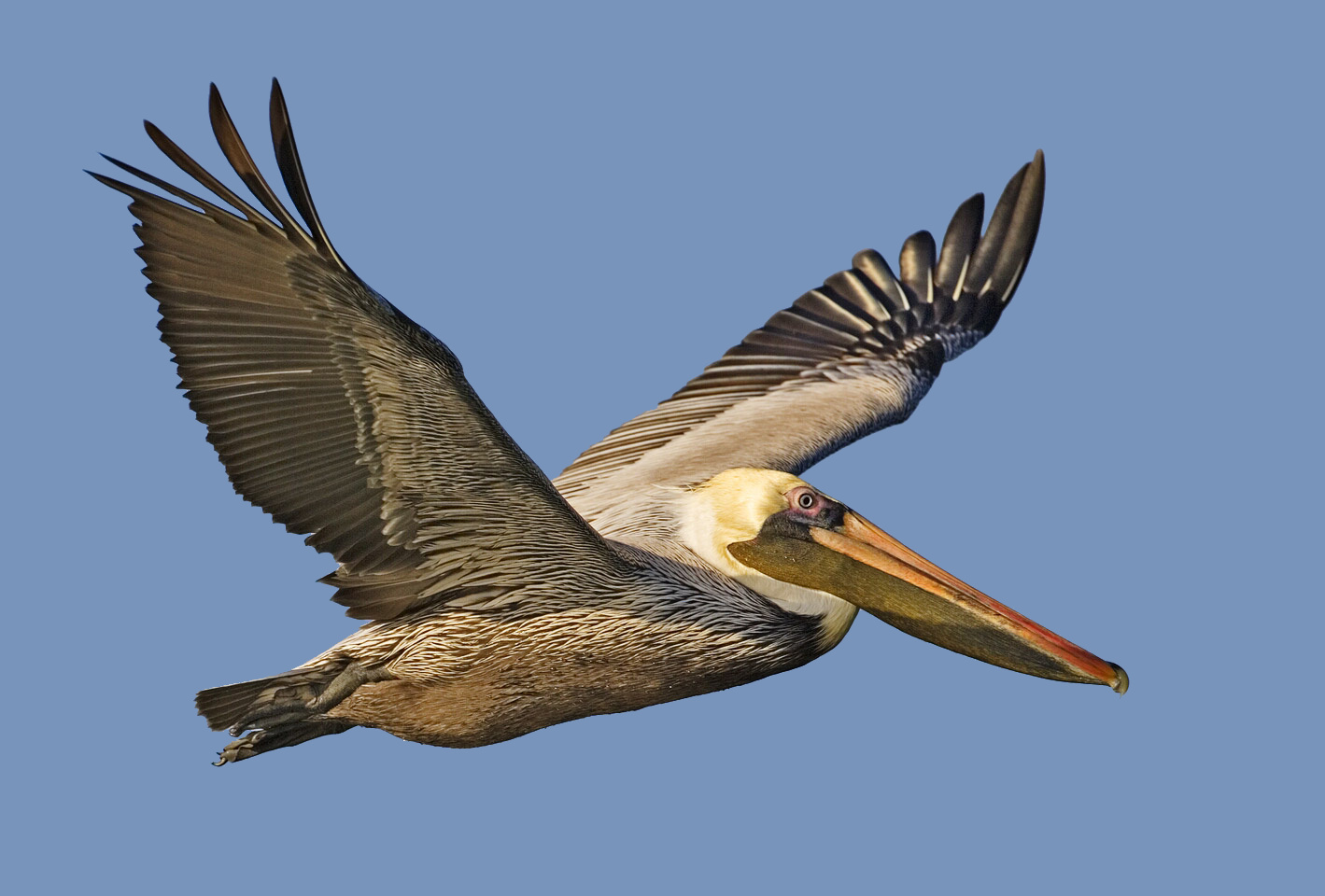
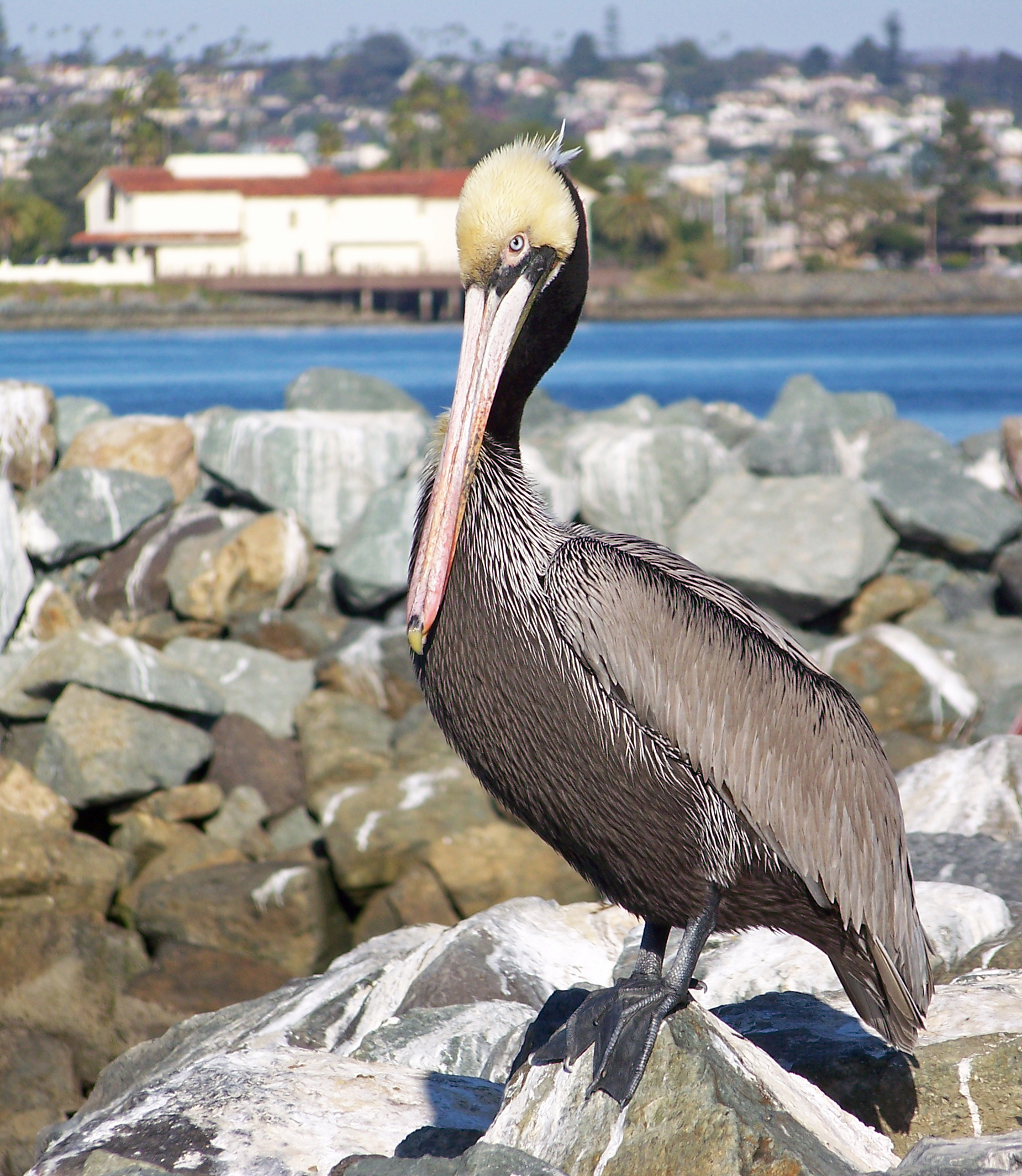
Un pélican brun de Californie, sur l’île Shelter à San Diego en Californie (États-Unis).
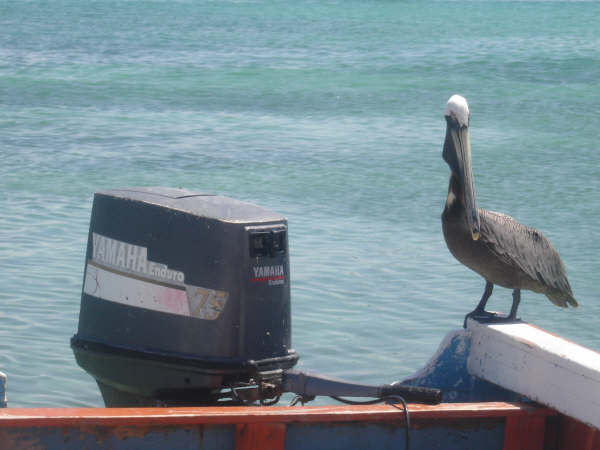
Los Roques - Venezuela
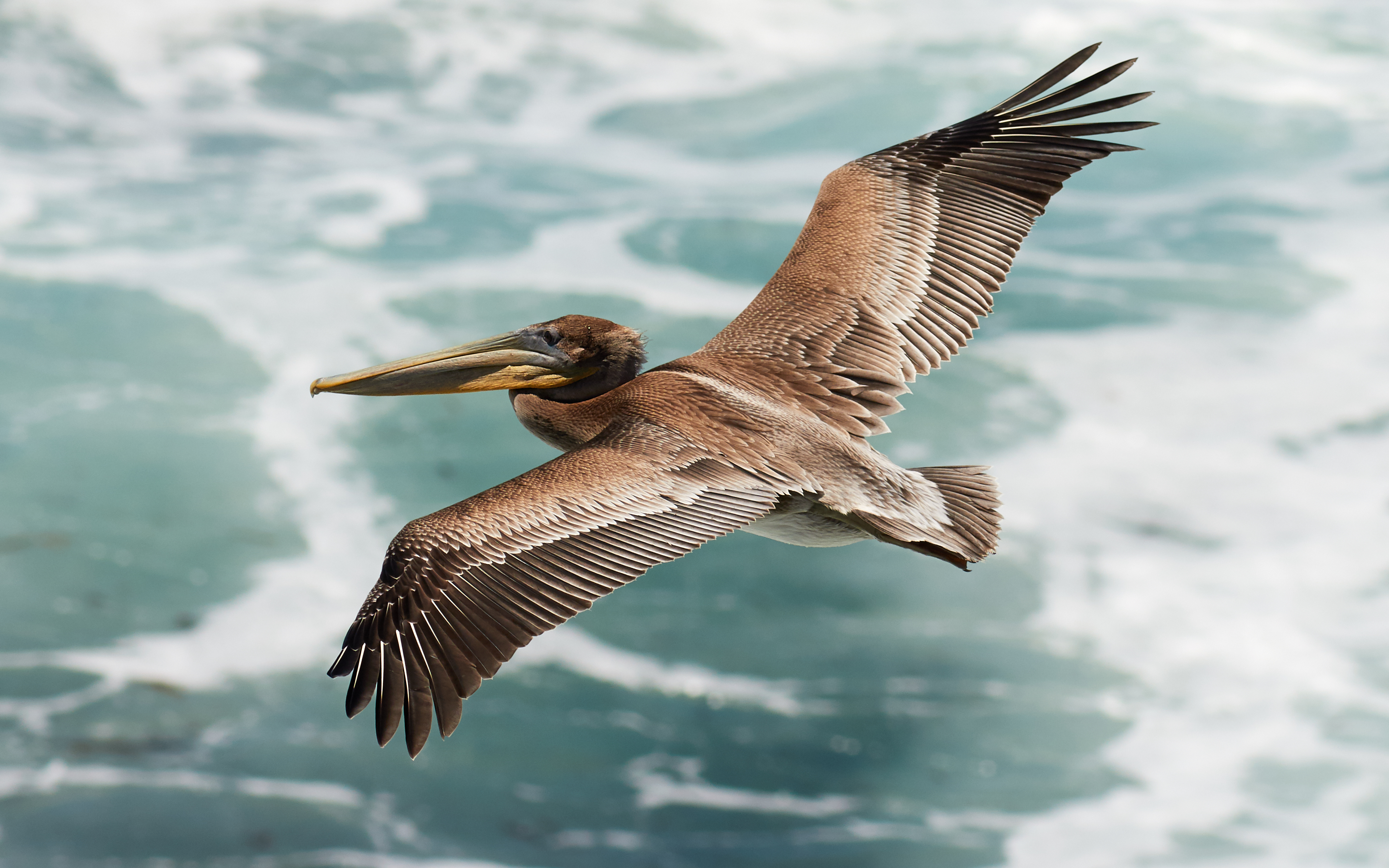
juvénile en vol